# Fritz Bischoff
Fritz Bischoff   (6 de desembre de 1905 - segle XX) va ser un regatista alemany que va competir durant la dècada de 1930.
El 1936 va prendre part en els Jocs Olímpics de Berlín, on va guanyar la medalla de bronze en la competició de 8 metres del programa de vela, a bord del Germania III.